# Traukutitan eocaudata
Traukutitan eocaudata es la única especie conocida del género extinto Traukutitan de dinosaurio saurópodo titanosauriano, que vivió a finales del período Cretácico, hace aproximadamente entre 86 a 83 millones de años, en el Santoniense, en lo que hoy es Sudamérica. Los fósiles de Traukutitan se recuperaron de la sección más baja de la Formación Bajo de la Carpa, parte del Grupo Neuquén en el norte de la Patagonia de Argentina y se describe, pero no es nombrado en 1993 por Leonardo Salgado y Jorge Orlando Calvo. Traukutitan fue nombrado por Rubén Darío Juárez Valieri y Calvo en el año 2011 sobre la base del holotipo MUCPv 204, un esqueleto parcial semiarticulado incluidos ambos fémures y trece vértebras de la parte anterior y media de la cola. La especie tipo es Traukutitan eocaudata. El nombre genérico se refiere a Trauku, el espíritu de la montaña para los araucanos, generalmente representado como un gigante, y Titan, el nombre de los gigantes mitológicos griegos. El nombre específico se deriva del griego eos, "amanecer", y del latín cauda "cola", una referencia a la morfología básica de las vértebras caudales medias. Traukutitan ha sido descrito como un "titanosáurido grande ". La morfología articular de las vértebras del medio de la cola es plana en lugar de poseer una cara convexa de la superficie posterior de su centro. Los autores han asignado a Traukutitan a Titanosauria, tratándose de un posible miembro de Lognkosauria.